# 25기 KBS 바둑왕전
25기 KBS 바둑왕전은 한국방송공사의 TV 속기전이 참가한 국내 바둑 기전이다. 결승에서는 전직 은퇴한 前 이세돌 九단이 최철한 九단을 2대 0로 꺾고 생에 첫 바둑왕전 우승을 차지했다.

## 대진표

### 승자조,패자조
| 백성호 九단 | 이희성 六단 | 이세돌 九단 | 이세돌 九단 | 이창호 九단 | 최철한 九단 | 최철한 九단 | 최철한 九단 | 이세돌 九단 2:0 |
| 이희성 六단 | 이희성 六단 | 이세돌 九단 | 이세돌 九단 | 이창호 九단 | 최철한 九단 | 최철한 九단 | 최철한 九단 | 이세돌 九단 2:0 |
| 이세돌 九단 |             | 이세돌 九단 | 이세돌 九단 | 이창호 九단 | 최철한 九단 | 최철한 九단 | 최철한 九단 | 이세돌 九단 2:0 |
| 김명완 七단 | 김진우 二단 | 이재웅 四단 | 이세돌 九단 | 이창호 九단 | 최철한 九단 | 최철한 九단 | 최철한 九단 | 이세돌 九단 2:0 |
| 김진우 二단 | 김진우 二단 | 이재웅 四단 | 이세돌 九단 | 이창호 九단 | 최철한 九단 | 최철한 九단 | 최철한 九단 | 이세돌 九단 2:0 |
| 박병규 五단 | 이재웅 四단 | 이재웅 四단 | 이세돌 九단 | 이창호 九단 | 최철한 九단 | 최철한 九단 | 최철한 九단 | 이세돌 九단 2:0 |
| 이재웅 四단 | 이재웅 四단 | 이재웅 四단 | 이세돌 九단 | 이창호 九단 | 최철한 九단 | 최철한 九단 | 최철한 九단 | 이세돌 九단 2:0 |
| 김종수 五단 | 최원용 三단 | 이창호 九단 | 이창호 九단 | 이창호 九단 | 최철한 九단 | 최철한 九단 | 최철한 九단 | 이세돌 九단 2:0 |
| 최원용 三단 | 최원용 三단 | 이창호 九단 | 이창호 九단 | 이창호 九단 | 최철한 九단 | 최철한 九단 | 최철한 九단 | 이세돌 九단 2:0 |
| 이창호 九단 |             | 이창호 九단 | 이창호 九단 | 이창호 九단 | 최철한 九단 | 최철한 九단 | 최철한 九단 | 이세돌 九단 2:0 |
| 원성진 七단 | 원성진 七단 | 원성진 七단 | 이창호 九단 | 이창호 九단 | 최철한 九단 | 최철한 九단 | 최철한 九단 | 이세돌 九단 2:0 |
| 류재형 七단 | 원성진 七단 | 원성진 七단 | 이창호 九단 | 이창호 九단 | 최철한 九단 | 최철한 九단 | 최철한 九단 | 이세돌 九단 2:0 |
| 박정근 六단 | 박정근 六단 | 원성진 七단 | 이창호 九단 | 이창호 九단 | 최철한 九단 | 최철한 九단 | 최철한 九단 | 이세돌 九단 2:0 |
| 박영훈 九단 | 박정근 六단 | 원성진 七단 | 이창호 九단 | 이창호 九단 | 최철한 九단 | 최철한 九단 | 최철한 九단 | 이세돌 九단 2:0 |
| 강지성 七단 | 김환수 二단 | 최철한 九단 | 최철한 九단 | 최철한 九단 | 최철한 九단 | 최철한 九단 | 최철한 九단 | 이세돌 九단 2:0 |
| 김환수 二단 | 김환수 二단 | 최철한 九단 | 최철한 九단 | 최철한 九단 | 최철한 九단 | 최철한 九단 | 최철한 九단 | 이세돌 九단 2:0 |
| 최철한 九단 |             | 최철한 九단 | 최철한 九단 | 최철한 九단 | 최철한 九단 | 최철한 九단 | 최철한 九단 | 이세돌 九단 2:0 |
| 고근태 四단 | 고근태 四단 | 김주호 六단 | 최철한 九단 | 최철한 九단 | 최철한 九단 | 최철한 九단 | 최철한 九단 | 이세돌 九단 2:0 |
| 홍민표 五단 | 고근태 四단 | 김주호 六단 | 최철한 九단 | 최철한 九단 | 최철한 九단 | 최철한 九단 | 최철한 九단 | 이세돌 九단 2:0 |
| 이정우 五단 | 김주호 六단 | 김주호 六단 | 최철한 九단 | 최철한 九단 | 최철한 九단 | 최철한 九단 | 최철한 九단 | 이세돌 九단 2:0 |
| 김주호 六단 | 김주호 六단 | 김주호 六단 | 최철한 九단 | 최철한 九단 | 최철한 九단 | 최철한 九단 | 최철한 九단 | 이세돌 九단 2:0 |
| 박지은 六단 | 김효곤 四단 | 유창혁 九단 | 유창혁 九단 | 최철한 九단 | 최철한 九단 | 최철한 九단 | 최철한 九단 | 이세돌 九단 2:0 |
| 김효곤 四단 | 김효곤 四단 | 유창혁 九단 | 유창혁 九단 | 최철한 九단 | 최철한 九단 | 최철한 九단 | 최철한 九단 | 이세돌 九단 2:0 |
| 유창혁 九단 |             | 유창혁 九단 | 유창혁 九단 | 최철한 九단 | 최철한 九단 | 최철한 九단 | 최철한 九단 | 이세돌 九단 2:0 |
| 최명훈 九단 | 박정상 九단 | 박정상 九단 | 유창혁 九단 | 최철한 九단 | 최철한 九단 | 최철한 九단 | 최철한 九단 | 이세돌 九단 2:0 |
| 박정상 九단 | 박정상 九단 | 박정상 九단 | 유창혁 九단 | 최철한 九단 | 최철한 九단 | 최철한 九단 | 최철한 九단 | 이세돌 九단 2:0 |
| 박승철 五단 | 김기용 二단 | 박정상 九단 | 유창혁 九단 | 최철한 九단 | 최철한 九단 | 최철한 九단 | 최철한 九단 | 이세돌 九단 2:0 |
| 김기용 二단 | 김기용 二단 | 박정상 九단 | 유창혁 九단 | 최철한 九단 | 최철한 九단 | 최철한 九단 | 최철한 九단 | 이세돌 九단 2:0 |
| 패자조      |             |             |             |             |             |             |             | 이세돌 九단 2:0 |
| 패자 1회전  | 패자 1회전  | 패자 2회전  | 패자 3회전  | 패자 4회전  | 패자 준결승 | 패자 결승   |             | 이세돌 九단 2:0 |
| 이희성 六단 | 김기용 二단 | 이희성 六단 | 김주호 七단 | 이세돌 九단 | 이세돌 九단 | 이세돌 九단 |             | 이세돌 九단 2:0 |
| 김기용 二단 | 김기용 二단 | 이희성 六단 | 김주호 七단 | 이세돌 九단 | 이세돌 九단 | 이세돌 九단 |             | 이세돌 九단 2:0 |
| 원성진 六단 |             | 이희성 六단 | 김주호 七단 | 이세돌 九단 | 이세돌 九단 | 이세돌 九단 |             | 이세돌 九단 2:0 |
| 김진우 二단 | 김효곤 四단 | 김주호 七단 | 김주호 七단 | 이세돌 九단 | 이세돌 九단 | 이세돌 九단 |             | 이세돌 九단 2:0 |
| 김효곤 四단 | 김효곤 四단 | 김주호 七단 | 김주호 七단 | 이세돌 九단 | 이세돌 九단 | 이세돌 九단 |             | 이세돌 九단 2:0 |
| 김주호 七단 |             | 김주호 七단 | 김주호 七단 | 이세돌 九단 | 이세돌 九단 | 이세돌 九단 |             | 이세돌 九단 2:0 |
| 이세돌 九단 |             |             |             | 이세돌 九단 | 이세돌 九단 | 이세돌 九단 |             | 이세돌 九단 2:0 |
| 최원용 四단 | 고근태 五단 | 고근태 五단 | 이재웅 五단 | 유창혁 九단 | 이세돌 九단 | 이세돌 九단 |             | 이세돌 九단 2:0 |
| 고근태 五단 | 고근태 五단 | 고근태 五단 | 이재웅 五단 | 유창혁 九단 | 이세돌 九단 | 이세돌 九단 |             | 이세돌 九단 2:0 |
| 박정상 九단 |             | 고근태 五단 | 이재웅 五단 | 유창혁 九단 | 이세돌 九단 | 이세돌 九단 |             | 이세돌 九단 2:0 |
| 박정근 二단 | 김환수 二단 | 이재웅 五단 | 이재웅 五단 | 유창혁 九단 | 이세돌 九단 | 이세돌 九단 |             | 이세돌 九단 2:0 |
| 김환수 二단 | 김환수 二단 | 이재웅 五단 | 이재웅 五단 | 유창혁 九단 | 이세돌 九단 | 이세돌 九단 |             | 이세돌 九단 2:0 |
| 이재웅 五단 |             | 이재웅 五단 | 이재웅 五단 | 유창혁 九단 | 이세돌 九단 | 이세돌 九단 |             | 이세돌 九단 2:0 |
| 유창혁 九단 |             |             |             | 유창혁 九단 | 이세돌 九단 | 이세돌 九단 |             | 이세돌 九단 2:0 |
| 이창호 九단 |             |             |             |             |             | 이세돌 九단 |             | 이세돌 九단 2:0 |

## 대국 결과
| 대진        | 연도   | 대국일자  | 승자        | 패자        | 결과              | 기보 |
| ----------- | ------ | --------- | ----------- | ----------- | ----------------- | ---- |
| 승자 1회전  | 2005년 | 12월 19일 | 김기용 二단 | 박승철 五단 | 141수 흑 불계승   |      |
| 승자 1회전  | 2005년 | 12월 19일 | 김환수 二단 | 강지성 七단 | 239수 흑 반집승   |      |
| 승자 1회전  | 2005년 | 12월 26일 | 이재웅 四단 | 박병규 五단 | 186수 백 불계승   |      |
| 승자 1회전  | 2005년 | 12월 26일 | 김효곤 四단 | 박지은 六단 | 221수 흑 불계승   |      |
| 승자 1회전  | 2006년 | 1월 2일   | 이희성 六단 | 백성호 九단 | 222수 백 불계승   |      |
| 승자 1회전  | 2006년 | 1월 2일   | 박정근 三단 | 박영훈 九단 | 195수 흑 불계승   |      |
| 승자 1회전  | 2006년 | 1월 16일  | 고근태 四단 | 홍민표 五단 | 170수 백 불계승   |      |
| 승자 1회전  | 2006년 | 1월 16일  | 김주호 六단 | 이정우 五단 | 255수 흑 8집반승  |      |
| 승자 1회전  | 2006년 | 1월 23일  | 김명완 七단 | 김진우 二단 | 210수 백 불계승   |      |
| 승자 1회전  | 2006년 | 1월 23일  | 최원용 四단 | 김종수 六단 | 185수 흑 불계승   |      |
| 승자 1회전  | 2006년 | 2월 13일  | 원성진 七단 | 류재형 七단 | 261수 흑 3집반승  |      |
| 승자 1회전  | 2006년 | 2월 13일  | 박정상 五단 | 최명훈 九단 | 275수 백 6집반승  |      |
| 승자 2회전  | 2006년 | 2월 17일  | 이세돌 九단 | 이희성 六단 | 234수 백 불계승   |      |
| 승자 2회전  | 2006년 | 2월 17일  | 최철한 九단 | 김환수 二단 | 167수 흑 불계승   |      |
| 승자 2회전  | 2006년 | 3월 27일  | 이재웅 四단 | 김진우 二단 | 238수 백 불계승   |      |
| 승자 2회전  | 2006년 | 3월 27일  | 이창호 九단 | 최원용 四단 | 295수 흑 6집반승  |      |
| 승자 2회전  | 2006년 | 4월 3일   | 원성진 七단 | 박정근 二단 | 205수 흑 불계승   |      |
| 승자 2회전  | 2006년 | 4월 3일   | 김주호 六단 | 고근태 五단 | 220수 백 불계승   |      |
| 승자 2회전  | 2006년 | 4월 17일  | 유창혁 九단 | 김효곤 四단 | 167수 흑 불계승   |      |
| 승자 2회전  | 2006년 | 4월 17일  | 김기용 三단 | 박정상 五단 | 191수 흑 불계승   |      |
| 패자 1회전  | 2006년 | 5월 8일   | 김기용 三단 | 이희성 六단 | 245수 백 3집반승  |      |
| 패자 1회전  | 2006년 | 5월 8일   | 김환수 二단 | 박정근 三단 | 기권승            |      |
| 패자 1회전  | 2006년 | 5월 8일   | 김효곤 四단 | 김진우 二단 | 177수 흑 불계승   |      |
| 패자 1회전  | 2006년 | 5월 19일  | 고근태 五단 | 최원용 四단 | 218수 백 불계승   |      |
| 승자 3회전  | 2006년 | 5월 19일  | 유창혁 九단 | 박정상 六단 | 266수 백 4집반승  |      |
| 승자 3회전  | 2006년 | 5월 29일  | 이창호 九단 | 원성진 七단 | 243수 백 3집반승  |      |
| 승자 3회전  | 2006년 | 5월 29일  | 이세돌 九단 | 이재웅 四단 | 192수 백 불계승   |      |
| 승자 3회전  | 2006년 | 6월 5일   | 최철한 九단 | 김주호 七단 | 191수 흑 불계승   |      |
| 패자 2회전  | 2006년 | 6월 5일   | 이희성 六단 | 원성진 七단 | 201수 흑 불계승   |      |
| 패자 2회전  | 2006년 | 6월 19일  | 김주호 七단 | 김효곤 四단 | 202수 백 불계승   |      |
| 패자 2회전  | 2006년 | 6월 19일  | 이재웅 四단 | 김환수 二단 | 152수 백 불계승   |      |
| 패자 2회전  | 2006년 | 7월 10일  | 고근태 五단 | 박정상 九단 | 276수 백 반집승   |      |
| 패자 3회전  | 2006년 | 7월 24일  | 김주호 七단 | 이희성 六단 | 170수 백 불계승   |      |
| 패자 3회전  | 2006년 | 7월 24일  | 이재웅 四단 | 고근태 五단 | 199수 흑 불계승   |      |
| 승자 준결승 | 2006년 | 7월 10일  | 최철한 九단 | 유창혁 九단 | 152수 백 불계승   |      |
| 승자 준결승 | 2006년 | 8월 21일  | 이창호 九단 | 이세돌 九단 | 164수 백 불계승   |      |
| 패자 4회전  | 2006년 | 8월 21일  | 유창혁 九단 | 이재웅 四단 | 251수 흑 12집반승 |      |
| 패자 4회전  | 2006년 | 9월 18일  | 이세돌 九단 | 김주호 七단 | 232수 백 불계승   |      |
| 패자 준결승 | 2006년 | 10월 9일  | 이세돌 九단 | 유창혁 九단 | 242수 백 불계승   |      |
| 승자 결승   | 2006년 | 9월 18일  | 최철한 九단 | 이창호 九단 | 161수 흑 불계승   |      |
| 패자 결승   | 2006년 | 10월 16일 | 이세돌 九단 | 이창호 九단 | 154수 백 불계승   |      |
| 결승 1국    | 2006년 | 10월 23일 | 이세돌 九단 | 최철한 九단 | 180수 백 불계승   |      |
| 결승 2국    | 2006년 | 11월 20일 | 이세돌 九단 | 최철한 九단 | 295수 흑 3집반승  |      |
| 결승 3국    | 2006년 | 11월 20일 |             |             |                   |      |

## TV 중계
- KBS 1TV에서 매주 토요일에 방송되었으며, 이중 송년특선은 결승 2국을 선정하여 방송되었다, 노영하 九단 해설로 한해원 三단이 진행하였다. 결승 2국(최종국) 끝난 후 시상식에는 배창복 아나운서가 진행했으나 시간관계상 인터뷰(우승자,준우승자)의 소감만 밝혔다.

## 특이 사항
- 25기부터 승자,패자조 토너먼트로 28명 대국임
- 유창혁 九단 다음 기 (26기)의 시드 잔류 포기

1. ↑  공배 메운 309수 까지